# Impotencija
Impotencija ili erektivna disfunkcija je u širem smislu nesposobnost, nemoć u duhovnom, stvaralačkom, ili nekom drugom smislu. U užem smislu, impotencija je spolna nemoć muškarca za obavljanje spolnog čina zbog organskih ili psiholoških uzroka.
Impotencija se može manifestirati kao potpuna nesposobnost postizanja erekcije (ako ona traje duže od tri mjeseca), ili je njena nekonzistentnost ili sposobnost održavanja erekcije samo kratkotrajna (prolazna).
Uzroci potencije mogu biti: stres na radnom mjestu ili doma, uživanje alkohola, pomanjkanje vitamina, pomanjkanje želje za spolnošću, psihološki razlozi. Češće se javlja kod starijih muškaraca. Najvažniji organski uzroci nemoći su: kardiovaskularna bolest i dijabetes, neurološki problemi, hormonska insuficijencija (hipogonadizam) i nuspojave lijekova. Psihološka impotencija je zbog misli ili osjećaja (psiholoških razloga), a ne od fizičke nemogućnosti; to je nešto rjeđe, ali se često može pomoći. U psihološkoj impotenciji postoji snažan odgovor na placebo liječenje.
Osim liječenja temeljnih uzroka kao što je nedostatak kalija ili zagađenje pitke vode arsenom, prva linija liječenja erektilne disfunkcije sastoji se od tretmana PDE5 inhibitora (kao što je sildenafil). U nekim slučajevima liječenje može uključivati prostaglandinske tablete u uretru, injekcije ili rekonstruktivnu kirurgiju.